# Valéry Sedoc
Valéry Sedoc (Amsterdam, 4 september 1985) is een voormalig Nederlands betaald voetballer en atleet. Hij speelde tot 2006 als prof bij FC Groningen.

## Sportloopbaan
Sedoc komt uit een sportieve familie. Zijn vader Roy Sedoc is een voormalig Nederlands atleet, die meervoudig Nederlands kampioen werd bij het verspringen en hink-stap-springen. Ook zijn broers Gregory, Jermaine, Randy zijn atleten. Op 29 september 2007 leverde hij met zijn broers op het Nederlands kampioenschap 4 x 100 m estafette in Amstelveen een opmerkelijke prestatie door goud te winnen in een tijd van 42,59 s. Vader Roy fungeerde als coach. De prestatie werd gemeld bij het Guinness Book of Records.
Sedoc kwam als profvoetballer uit voor FC Groningen waar hij op 9 mei 2004 zijn debuut maakte. Daarvoor speelde hij onder meer bij de amateurs van FC Omniworld en bij de jeugd van Ajax. Bij Groningen speelde hij in drie seizoenen in totaal zeven Eredivisiewedstrijden. Hierna was zijn profloopbaan ten einde en kwam hij nog uit voor een aantal amateurclubs. Eerst een seizoen bij de hoofdklasser Harkemase Boys alvorens die club in de zomer van 2007 te verruilen voor Velocitas waar hij tot en met 2012 voor uitkomt. 
Sedoc werd later jeugdtrainer bij de voetbalschool van FC Groningen.